# كولن هيل
كولن هيل (بالإنجليزية: Colin Hill)‏ (12 نوفمبر 1963 المملكة المتحدة - ) هو لاعب كرة قدم أيرلندي شمالي يلعب كمدافع.

## مسيرته الكروية
لعب كولن هيل خلال مسيرته الاحترافية مع 7 أندية في تسعة عشر موسمًا وسجل خلالها 10 أهداف ضمن 434 مباراة. ولم يفز بأي موسم بالكأس أو بالدوري.
خاض كولن هيل مسيرته مع نادي أرسنال في موسم 1982–83 ليلعب معه أربعة مواسم، مشاركًا في 46 مباراة سجل خلالها هدفًا واحدًا. ثم انتقل إلى نادي ماريتيمو في موسم 1986–87 لمدة موسم واحد، حيث شارك في 27 مباراة سجل خلالها 8 أهداف. لينتقل بعدها إلى نادي كولتشستر يونايتد في موسم 1987–88 ولمدة موسمين، مشاركًا في 69 مباراة ولم يسجل أي هدف. ثم انتقل إلى نادي شيفيلد يونايتد في موسم 1989–90 واستمر معه طيلة ثلاثة مواسم، مشاركًا في 82 مباراة سجل خلالها هدفًا واحدًا. هذا وانتقل لاحقًا إلى نادي ليستر سيتي في موسم 1991–92 ليلعب معه ستة مواسم، مشاركًا في 145 مباراة ولم يسجل أي هدف. ثم انتقل بعدها إلى نادي تريليبورج ‏ ما بين عامي 1997 و1998 لمدة موسم واحد، مشاركًا في 11 مباراة ولم يسجل أي هدف أيضًا. ليعود وينتقل من جديد، لكن هذه المرة إلى نادي نورثامبتون تاون في موسم 1997–98 ولمدة موسمين، مشاركًا في 54 مباراة ولم يسجل أي هدف أيضًا.

## روابط خارجية
- كولن هيل على موقع الاتحاد الأوربي (الإنجليزية)
- كولن هيل على موقع قاعدة بيانات كرة القدم.إي يو (الإنجليزية)
- كولن هيل على موقع ناشيونال فوتبول تيمز (الإنجليزية)
- كولن هيل على موقع Soccerbase.com (لاعب) (الإنجليزية)
- كولن هيل على موقع عالم كرة القدم.نت (الإنجليزية)